# Liste öffentlicher Bücherschränke im Alb-Donau-Kreis
In der Liste öffentlicher Bücherschränke im Alb-Donau-Kreis sind öffentliche Bücherschränke für Orte, die zum Alb-Donau-Kreis in Baden-Württemberg gehören, aufgeführt. Sie ist primär nach Orten sortiert, unabhängig davon, ob es sich um Ortsteile, Gemeinden oder Städte handelt. Der Artikel ist Teil der übergeordneten Liste öffentlicher Bücherschränke in Baden-Württemberg. Ein öffentlicher Bücherschrank ist ein Schrank oder schrankähnlicher Aufbewahrungsort mit Büchern, der dazu dient, Bücher kostenlos, anonym und ohne jegliche Formalitäten zum Tausch oder zur Mitnahme anzubieten. Die Liste erhebt keinen Anspruch auf Vollständigkeit.

## Öffentliche Bücherschränke im Alb-Donau-Kreis
Derzeit sind im Alb-Donau-Kreis acht öffentliche Bücherschränke erfasst (Stand: 17. März 2021):
| Bild | Ausführung    | Ort             | Seit          | Anmerkung | Geokoordinaten                                          |
| ---- | ------------- | --------------- | ------------- | --- | ------------------------------------------------------- |
|      | Telefonzelle  | Beimerstetten   | 16. Juli 2015 | Unterstützt von der Gemeinde, betreut von J. Schüle | 48,482108° N, 9,981818° O Bahnhofstraße                 |
|      | Telefonzelle  | Ehingen (Donau) | 2018          | die von Schülern der holz- und metallverarbeitenden Klassen der Gewerblichen Schule Ehingen gestaltete Bücherzelle steht im Erlebnisfreibad Ehingen, zugänglich während Sommeröffnungszeiten täglich von 8 bis 20 Uhr | 48,276899° N, 9,730357° O Uhlandstraße 35               |
|      | Bücherschrank | Laichingen      |               | Bücherschrank auf dem Marktplatz | 48,489519° N, 9,686074° O Marktplatz                    |
|      | Bücherregal   | Langenau        |               | Bücherregal im Bahnhof, Di.–So. 09:00–18:00 Uhr | 48,493439° N, 10,125845° O Bahnhof 7                    |
|      | Bücherregal   | Langenau        |               | Recyclinghof, Mi., Fr. und Sa. jeweils 13–17 Uhr | 48,500603° N, 10,13377° O In den Lindeschen 35          |
|      | Bücherregal   | Langenau        |               | NauBad | 48,500389° N, 10,12675° O Wörthstraße 16a               |
|      | Bücherregal   | Lauterach       | Feb. 2021     | Lautertalhalle, am Eingang zum Raum des Gesangvereins | 48,25374° N, 9,58388° O Lautertalstraße 5               |
|      | Bücherregal   | Oberdischingen  |               | das Bücherregal steht in der Geschäftsstelle der örtlichen Volksbank Raiffeisenbank (VR-Bank) Alb-Blau-Donau eG; zugänglich während der Öffnungszeiten (Stand August 2022) am Montag, Dienstag und Freitag von 08:00–12:15h und von 13:45–16:45h, am Mittwoch von 08:00–12:15h sowie am Donnerstag von 08:00–12:15h und von 13:45–17:45h | 48,301981° N, 9,830063° O Bachstraße 6                  |
|      | Bücherregal   | Obermarchtal    |               | Öffentliches Bücherregal im Museum im Dorfgemeinschaftshaus, Erdgeschoss | 48,235026° N, 9,569848° O 2, Hauptstraße, Hauptstraße 2 |

## Statistik
Für einen Vergleich zu den anderen Land- und Stadtkreisen Baden-Württembergs sowie zum Landesdurchschnitt siehe die Statistik öffentlicher Bücherschränke in Baden-Württemberg.